# 3-я Северная линия
Тре́тья Се́верная ли́ния — улица на севере Москвы в районе Северный Северо-Восточного административного округа справа от Дмитровского шоссе в бывшем посёлке Северный, по которому названа.

## Расположение
3-я Северная линия начинается от Северного проезда, где располагается главный въезд на МГП «Мосводоканал» Северная водопроводная станция. Проходит на юг, пересекает 1-й Северную линию и проезд, соединяющий 5-ю и 2-ю линии, после чего становится бульваром, на котором располагается центральный сквер бывшего посёлка, заканчивается на 7-й линии.

## Учреждения, организации и общественные пространства
По чётной стороне:
- Дом 6 — мировой судья судебного участка № 79 Бутырского судебного района города Москвы (обслуживает район Северный);
- Дом 18 — муниципалитет Северный (СВАО); отделение связи № 127204.

По нечётной стороне:
- Дом 15 — детский сад № 610;
- Дом 17 — Дом культуры «Северный»;
- сквер на 3-й Северной линии — располагается напротив дома культуры «Северный». В 2019 году по желанию местных жителей, многие из которых являются ветеранами Великой Отечественной войны, его обустроили в стиле Москвы 1950-х годов — здесь установили литые скамейки и урны, длинные скамейки вдоль клумб, перголы от солнца, а также обновили газоны и высадили деревья, кустарники и цветники[1]. На старое место вернулась старинная тумба-афиша — её снова разместили напротив входа в «Северный».